# Telebasis corbeti
Telebasis corbeti là một loài chuồn chuồn kim trong họ Coenagrionidae.
Telebasis corbeti được miêu tả khoa học năm 2009 bởi Garrison.